# Puelche
Puelche (Guennakin), indijansko pleme nastanjeno u 16. i 17. stoljeću u Pampasima u blizini Río Negra i Río Colorada i na sjever do Río de la Plata, Argentina. -Jezično čine samostalnu porodicu. O Puelchima je malo poznato do uvođenja konja u ranom 18. stoljeću. Do konja Indijanci dolaze krađama, pa se poput drugih susjednih skupina počinju organizirati po malenim pokretnim bandama, od 100 do 120 osoba, noseći sa sobom svoje kožne šatore. Puelchi su dobivanjem konja promijenili svoj način života, postavši poput prerijskih Indijanaca potpuno ovisni o njemu. Viškove konja su jeli, a svoje šatore izrađivali su od konjske kože. Julian H. Steward navodi kako su Apači, Puelche i slični imali isti tip kulture 'a u određenim pojedinostima ponašanja' nisu bili nimalo slični.
Puelchi su isprva živjeli od sakupljanja,  'žetve piñona' , pa su ih u starim izvještajima nazivali  'piñonojedi' . –Po religiji bijahu mnogobošci. Vrhovnog boga nazivali su različito, ali tu je i bog zla Ellal. Sunce i mjesec također se spominju, a stariji brat sunce, činio je ljudima dobro. Nakon potopa, govori njihova mitologija, svijet su napučili ljudi koji su izašli iz planinskih pećina. 
Puelche Indijanaca još je nešto preostalo ali jezikom još možda govori tek nekoliko osoba.
Neki jezikoslovci klasificiraju ih porodici Chon, točnije među Sjeverne Tehuelche.

## Vanjske poveznice
- The Puelche (Guennakin) People (Argentina)  Arhivirana inačica izvorne stranice od 22. studenoga 2008. (Wayback Machine)